# Rue Georges-Dumézil
La rue Georges-Dumézil est une voie du 15e arrondissement de Paris, en France.

## Situation et accès
La rue Georges-Dumézil est une voie publique située dans le 15e arrondissement de Paris. Elle débute au 14, rue Edgar-Faure et se termine allée Marguerite-Yourcenar.

## Origine du nom
Elle porte le nom de Georges Dumézil (1898-1986), spécialiste des mythologies indo-européennes et membre de l'Académie française.

## Historique
La place, créée dans le cadre de l'aménagement de la ZAC Dupleix sous le nom provisoire de « voie BU/15 », prend sa dénomination actuelle le 15 décembre 1995. 